# 伊朗网络警察
伊朗网络警察（波斯語：‎），又稱FATA，是伊朗伊斯蘭共和國執法部隊下屬的一個單位，成立於2011年1月。
2009年，伊朗警察局長Esmail Ahmadi-Moqaddam准將宣佈計劃成立網路警察部門，以打擊「網路犯罪」。
2011年1月23日，伊朗網路警察部隊成立，准將Kamal Hadianfar擔任其負責人。在就職典禮上，警察局長Esmail Ahmadi-Moqaddam表示，該單位現已在德黑蘭開始運作，至該伊朗年年底，全國各地的警察局都將擁有自己的網路部門。據法新社報導，Esmail Ahmadi-Moqaddam說：「網絡警察將與反革命和異見團夥交鋒，這些團夥在2009年使用基於網際網路的社群網路引發抗議，以抗議總統艾哈迈迪内贾德連任。」
2012年1月，網路警察發布了有關網咖的新指南，要求用戶提供個人信息給網咖，由網咖所有者保留其個人信息及網站存取記錄長達六個月。
2012年10月30日，網路警察以「在社群網絡和Facebook上有危害國家安全的行為」為由逮捕了35歲的Sattar Beheshti。此人在其部落格上批評了伊朗政府。11月3日，他被發現死於自己的牢房，據信是被網路警察當局酷刑折磨致死。他的死亡使伊朗遭受國際譴責。伊斯蘭議會議員Mehdi Davatgari指控網路警察在沒有法院傳票的情況下非法拘禁公民，要求網路警察首長辭職或解職。12月，德黑蘭網路警察首長Hassan Shokrian遭解職。